# Franz Samuel Karpe
Franz Samuel Karpe (slovinsky Franc Samuel Karpe, česky František Samuel Karpe; 17. listopadu 1747 Kranj – 4. září 1806 Vídeň) byl slovinský filosof, profesor na univerzitách v Olomouci a Vídni, v roce 1781 rektor olomoucké univerzity.

## Biografie
Franz Samuel Karpe se narodil do měšťanské rodiny v Kranji, nedaleko Lublaně. Záhy mu však zemřeli rodiče a o jeho výchovu a vzdělání se pak starala rodina hraběte Lichteberga. Karpe nastoupil do jezuitské koleje v Lublani, kterou dokončil v roce 1768.
O rok později se Karpe přestěhoval do Vídně, kde studoval právo a filosofii. Studium zakončil v roce 1773 a o rok později se stal profesorem Filosofické fakulty olomoucké univerzity. Zde vyučoval logiku, metafyziku a morální filosofii. V roce 1777 se stal také direktorem fakulty, přičemž jeho plat byl 600 zlatých (pro srovnání: profesor práva Josef Vratislav Monse dostával 900 zlatých). Stal se také přísedícím akademického senátu.
Mezi lety 1778–1782 byla univerzita přesunuta do Brna. V Brně Karpe začal vyučovat také pedagogiku. V roce 1781 se pak stal rektorem.
Karpe byl zapáleným obdivovatelem Leibnize a Wolffa, avšak kritikem Kanta. Současně také prosazoval deistické a empiristické postoje po vzoru Locka. Patřil k několika málo filosofům Habsburské monarchie, kterým dvorští cenzoři v dané éře dovolili publikovat.
V roce 1786 se Karpe stal profesorem filosofie na Vídeňské univerzitě, kde setrval až do své smrti v roce 1806.

## Výběr díla
Karpeho dílo lze rozdělit na olomouckou a vídeňskou periodu.
- Argumentum tentaminis, ex philosophia rationali in conspectu tabellari exhititum, Olomouc 1776
- Filum tentaminis, ex philosophia speculativa, Olomouc 1776
- Erklärung der Logik, Metaphysik und praktischen Philosophie nach Feders Leitfaden, Vídeň 1793
- Darstellung der Philosophie ohne Beinamen in einem Lehrbegriffe als Leitfaden bei der Anleitung zum liberalen Philosophieren, Vídeň 1802 – 1803 (Dílo se skládá z tří svazků teoretické filosofie (psychologie, logika, metafyzika) a tří svazků praktické filosofie (obecná praktická filosofie, morální filosofie – etika, filosofie práva) )
- Institutiones philosophiae dogmaticae perpetua Kantianae disciplinae ratione habita, Vídeň 1804 (latinská verze teoretické filosofie)
- Institutiones philosophiae moralis, Vídeň 1804 (latinská verze praktické filosofie)